# سید احمد فهری زنجانی
سید احمد فهری زنجانی (زاده ۱۳۰۱، زنجان _ درگذشت ۱۲ تیر ۱۳۸۵، تهران) از روحانیون و مجتهدان معاصر شیعه، بنیانگذار حوزه علمیه دمشق و ۲۹ سال نماینده سید روح‌الله خمینی و سید علی خامنه‌ای در سوریه و لبنان بود. وی دارای تالیفاتی در عرفان بوده و از شاگردان سید علی قاضی و همچنین سید هاشم حداد بوده‌است.

## فعالیت در سوریه و لبنان
وی که از همراهان سید روح‌الله خمینی در دوران تبعید در عراق بود، از سال ۱۳۶۰ به نمایندگی او در سوریه و لبنان جهت ساماندهی امور مذهبی و زیارتی منصوب شد، وی در طول این سال‌ها به ترویج اسلام و مذهب جعفری اقدام کرده و اقامهٔ نماز و ایراد سخنرانی در سالیان متمادی در حرم زینب کبری در دمشق، تدریس در حوزه‌های علمیه دمشق، برپایی جلسات درس برای تربیت شاگردان و طلبه‌های علوم اسلامی از اقصی نقاط جهان از جمله فعالیتهای علمی – فرهنگی او است.
هم‌چنین تلاش جهت ایجاد وحدت و هماهنگی بین علمای شیعه و سنی از دیگر فعالیت‌های سیاسی – مذهبی اوست.
بازسازی حرم رقیه بنت الحسین  و ساخت بیمارستان امام خمینی در دمشق در دوران حضور وی در سوریه انجام شد. سید احمد فهری زنجانی از شاگردان سید ابوالقاسم خویی و میرزا باقر زنجانی است و تالیفاتی در زمینه علوم اسلامی دارد.
نامبرده کتابی نوشت به عربی بنام (الخمینی فی القرآن) که در آن به دلایل اثبات ذکر شخصیتی بنام خمینی در قرآن می پرداخت!

## آثار
- «شرح و ترجمه صحیفه سجادیه: شرح و ترجمه دعای ۱۲ تا انتهای دعای ۳۱»[۳]

### ترجمه
- عبدالله بن سبا و دیگر افسانه‌های تاریخی
- «آهی سوزان بر مزار شهیدان؛ اللهوف علی قتلی الطفوف»
- «رساله لقاء الله به ضمیمه مقاله منتشر نشده در لقاءالله از سید روح‌الله خمینی»
- «تعلیم و تربیت از نگاه شهید ثانی و سید روح‌الله خمینی»[۴]
- آداب الصلاه
- صلاه العارفین
- مصباح الهدایه
- صلاه الخاشعین
- رساله طب
- سالار شهیدان
- ترجمه خصال شیخ صدوق
- ترجمه کتاب الغیبه نعمانی
- تقریرات اصولی از سید روح‌الله خمینی به نام طلب و اراده
- اسرار حج
- ریا و عجب